# 壮吻额蛛
壮吻额蛛（学名：Aprifrontalia mascula）为皿蛛科吻额蛛属的动物。分布于日本、台湾岛等地，多见于河边草丛。该物种的模式产地在日本。